# Garamvezekény
Garamvezekény (szlovákul: Vozokany nad Hronom) Lekér településrésze, korábban önálló falu Szlovákiában, a Nyitrai kerület Lévai járásában.

## Fekvése
Lévától 29 km-re délre, a Garam jobb partján fekszik.

## Elnevezése
A település nevének Vezekény tagja nagy valószínűséggel az ősi uráli nyelv vesi, vetten- szavából származik, melynek jelentése – származék-szavaival együtt – a vízre, illetve a vizes, nedves, vizenyős talajra vonatkoznak[forrás?] (a Garam és annak árterülete – a Garam 1950-es években történt szabályozása előtt – a "Hosszúrétek dűlő" határrész területére esett). A község területén található dűlőnevek és patakok nevei is az urali korszakra vezethetnek.[forrás?]
A Garamtól nyugatra eső területen a két Sári patak a "Gyak" dülőt hálózza be. Mindkét szó az ősi időkből származik: a sari szó finnugor jelentése sásos, vizenyős terület, a gyak szó talán türk eredetű, de ugyancsak bozótos, cserjés területet jelenthet.[forrás?] A Vezekény helynevet személynévi eredetűnek is tartják.
Az első magyar hivatalos formáját 1906-ban szabályozták Garamvezekény formában, azelőtt a kötőjeles formát használták. Az első bécsi döntést követően újból ezt a hivatalos magyar formát használták. A második világháború után Csehszlovákiában a jogfosztások ideje alatt a magyar nyelv használatát előbb betiltották, majd korlátozták.
Lekér, Garamdamásd és Garamvezekény 1968-ban egyesült, ezért értelemszerűen az egyesült településnek nincs hivatalos magyar névalakja. A szlovák jogrend értelmében a településeknek vagy azok részeinek ma is csak egy hivatalos szlovák neve van, tehát a magyar helységnévhasználat a kormányrendeletek mellékletei ellenére nem minősülnek hivatalos magyar helynévnek. Az 534/2011 sz. szlovák kormányrendeletének melléklete értelmében a szlovákiai közigazgatásban használható magyar forma Lekér (Ezt használják az önkormányzatok a magyar nyelvű érintkezésükben legalább 1999-től, amióta a korábbi kormányrendelet hatályos és ez szerepel többek között a helységnévtáblákon is). Megjegyzendő, hogy a kisebbségi kormánybiztos hivatala által összeállított lista azonban nem veszi figyelembe még a szlovákiai azonos magyar névalakokat sem, mint ahogy a lista szlovák politikai befolyásoltsága is egyértelmű.

## Története
A régészeti leletek tanúsága szerint területe már a kőkorszakban is lakott volt. A krónikák leírása szerint ezen területre a magyarokat még Bors vezér telepítette le, a pozsonyi csatát követően, a 10-11. század során.[forrás?]
Első fennmaradt írott formája egy 1209-es határperben szerepel "Wezeken" formában,[forrás?] míg 1240-ben "Vezekyn" alakban fordul elő. A későbbiekben ismét "Wezeken" (1269) és "Vezeken" (1328) alakban írják nevét. 1269-ben még Hont vármegyéhez, 1300-ban már Barshoz tartozott. 1273-ban István magister, Amade Comes fia a bényi bencés apátságnak adományozza, majd több nemesi család birtoka. Ez időben már jelentős településként 12 garas tizedet fizetnek. Ezután a zselízi uradalom részeként az Erdődy és a Székely családoké. 1536-ban 8 adózó portája volt és a faluban bognár is működött. 1601-ben 30 háza állt, 1715-ben 12 adózó családfője volt. 1828-ban 107 házában 729 lakos élt.
A törökök, mint a magyar-török ütköző-zóna "kettős adóztatású" települését 1634-ben foglalják el. Török alóli felszabadulás során a német-római császár katonái több bűncselekményt, erőszakot követnek el a lakosság ellen, mint a török a teljes megszállás idején[forrás?]. 1655-ben részben az esztergomi káptalan is birtokosa az Esterházy és Amadé családokkal együtt.
1570-ben a falu teljes lakossága a kálvini-református hitre tér. A reformáció kezdetén, mint "templomos falu"-hoz, Kissalló-Garamsallóhoz tartozik. Mint önálló eklézsia, első ismert református lelkésze, aki egyben tanítóként is működött, Körösi Mihály levita volt (1716). Levitaként ő volt a református iskola alapítója. Ez időben a reformátusoknak már templomuk is volt. Ennek romjai még a 20. század elején, a cintériumban – azaz a templomot körülvevő temetőben – még jól felismerhetőek voltak (az agyigásó mellett, a Sári patak felőli földeken állt). A templomot a népi szájhagyomány török templomnak nevezte. Az ellenreformáció során a papot elűzték, a templomot és az akkor már működő iskolát bezárták és felégették.
A református iskola első ismert választott tanítója (1787) Nagy Mihály volt. Az iskola naplóját Czímer János 1831-ben kezdi el vezetni, aki egyben jegyző tisztet is betöltötte.
Vályi András szerint "Garam, és Fakó Vezekény. Két faluk Bars Várm. földes Uraik G. Eszterházy, és több Uraságok, fekszenek Zelízhez, és Csekéhez nem meszsze, mellynek filiáji; legelőjök van elég, földgyök, és réttyek termékeny, gyümöltsös kerrtyeik meglehetősek, piatzok Báton, és Esztergomban van."
Fényes Elek szerint "Vezekény (Garan-), Bars vm. magyar falu, ut. p. Zseliczhez 1/2 mfd., 142 kath., 586 ref. lak., ref. anyatemplommal, gazdag szántóföldekkel, s szép urasági nemesített juhtenyésztéssel. F. u. gr. Eszterházy Jánosné"
A trianoni békeszerződésig Bars vármegye Lévai járásához tartozott. 1938 és 1945 között újra Magyarország része. 1944 karácsonya előtt a falut ért szovjet szőnyegbombázás során a református templom – amely 1786-ban épült és utoljára 1923-ban újították fel – több lakóházzal együtt elpusztult, majd karácsony szentestéjén a megmaradt templomtornyot tüzérségi és sorozatvető (Katyusa) tűzzel felgyújtották. Ezt követően, 1945 tavaszán, a visszavonuló németek a római katolikus templomot is (épült 1882-ben) felrobbantották.
A második világháború során a falu ostroma mintegy három és fél hónapon át tartott és minden lakóház megsérült, többet porig leromboltak. 1945 március végén a falu teljes lakosságát kiköltöztették Nyírre, Ágóra, Málasra és csak 1945 húsvét tájékán – a szovjet csapatok továbbvonulása után – kezdtek el visszaköltözni a lakosok.
1945-1948 között a csehszlovák hatóságok a kassai kormányprogram alapján a magyar lakosság egy részét azonnal kiutasították, egy részét a téli fagyok idején fűtetlen marhavagonokban a Szudétavidékre deportálták "rabszolgamunkára". A háborús győztes nagyhatalmak által megkötött Potsdami konferencia "irányelvei" ellenére a magyar nemzetiségű lakosság nagy részét áttelepítik Magyarországra. Helyükbe szlovák nemzetiségű lakosságot hoztak. Ezzel a község tiszta magyar jellege megváltozott.

## Népessége
1910-ben 760 magyar anyanyelvű lakta.
2001-ben Lekér 1470 lakosából 706 magyar és 661 szlovák volt.
2011-ben Lekér 1498 lakosából 771 fő szlovák és 619 magyar volt.

## Híres emberek
- Itt született 1814. szeptember 27-én Kovács Sebestény Endre sebészorvos, az MTA tagja, az Országos Közegészségügyi Tanács elnöke.
- Itt tevékenykedett 1915-1945 között Réthy Lajos református igazgató-tanító, a Szlovenszkói Általános Magyar Tanítóegyesület (SZÁMTE) megválasztott elnöke, a szlovenszkói magyar szövetkezeti mozgalom egyik alapító tagja. Ő volt a mintegy – némi megszakítással – 450 éven át fennálló és 1945-ben, a kassai ediktum alapján megszüntetett magyar református elemi népiskola legutolsó tanítója.
- A község utolsó magyar bírója, akit az Egyesült Magyar Nemzeti Párt színeiben választottak meg, id. Császár Vilmos (1901-1988), a falu szülötte volt. Garamvezekényen és a környező falvakban nagy tiszteletnek örvendett. A község mintegy három hónapon át tartó ostroma alatt számos ember életét – köztük politikai és "faji" üldözöttekét – mentette meg. Saját tartalékaiból élelmiszerrel látta el a nélkülözőket. 1945 után a személyét és a falut ért megpróbáltatásokat méltósággal viselte el. Az ő bírói szolgálata alatt állították fel az I. és II. világháborús emlékművet, melynek eredeti és hiteles szövegét az 1945 után betelepült szlovák nyelvű lakosság – miután a magyar nemzeti címert szétverte, a hősi halottak névsorát történelmietlenül és méltatlanul – megváltoztatta.
- Itt született 1923. február 23-án Réthy Lajos József Gyula. (Elhunyt 2009.április 1-jén Budapesten) Immunológus orvosprofesszor (Budapesti Orvostudományi Egyetem; Vendégprofesszor a teheráni (Irán), a bombayi és a madraszi (India) egyetemeken). Az MTA tudományok doktora.[10] A kombinált oltóanyagok világelső kialakítója, tömegoltások során alkalmazója. Az elölt-baktérium-toxoid-vírus kombinált védőoltások (Di-te-pe-poliomyelitis) lehetőségét világelsőként bizonyította (1952, 1960). Az általa kialakított védőoltási rendet/módszert az Egészségügyi Világszervezet (WHO) ma is világszerte alkalmazza.[11]
- Itt született 1945. október 17-én Szilva József festő- és grafikusművész. 1962-től 1967-ig a Tanárképző Főiskola diákja Nyitrán (Nitra). 1980-85 között a Magyar Képzőművészeti Főiskola (Budapest) diákjaként folytatta tanulmányait. Mesterei: Patay László, Bráda Tibor. A Szlovákiai Magyar Képzőművészek Társasága, valamint a Komáromi Képzőművészek tagja. 1978-tól a komáromi művészeti alapiskola képzőművészeti tagozatának vezetője. Korábbi sötét tónusú portréiban szigorúan ragaszkodott a kompozíciós szabályokhoz, vonalvezetése grafikusra utal. A 90-es évek új korszakot jelentenek Szilva József életében. Ekkor készülnek nagyméretű vásznai, amelyek művészek és tudósok portréit ábrázolják. A kép felületét különböző vizuális jelekkel, képekkel, tárgyakkal bontja fel, ebbe a környezetbe helyezi bele magát a portrét.

## Községi és iskolai könyvtárak
1945-ig működött a községben egy kb. 500 kötetes közkönyvtár, illetve a Református Népiskolában egy kb. 300 kötetes ifjúsági könyvtár. A több, mint három hónapon át zajló ostrom során (1944 Karácsonya – 1945 április eleje) a könyvek – melyek a nemzetközi és hazai szépirodalom válogatásaiból tevődtek össze – megsemmisültek.

## Kulturális élet 1945-ig
- A községben felnőtt és iskolai színjátszó csoport működött. Évente egy-két darabot adott elő, főleg népszínművet. Vendégjátékkal a szomszédos községekben is megjelentek. Réthy Lajosné, Patay Margit tanítónő alapította.
- Ugyancsak volt a községben egy Református Dalárda is.

Mindkettő megszűnt 1945-ben.

## Gazdaság, szövetkezeti mozgalom
A községben
- fogyasztási és értékesítő szövetkezet, valamint
- hitelszövetkezet működött 1945-ig. A hitelszövetkezet alapítója Réthy Lajos tanító volt, aki egyben a Szlovenszszkói Központi Hitelszövetkezet – Ustredne Družstvo – (Pozsony – Bratislava) felügyelő-bizottságának választott magyar nemzetiségű tagja volt.